# Peter Franke (Schauspieler)

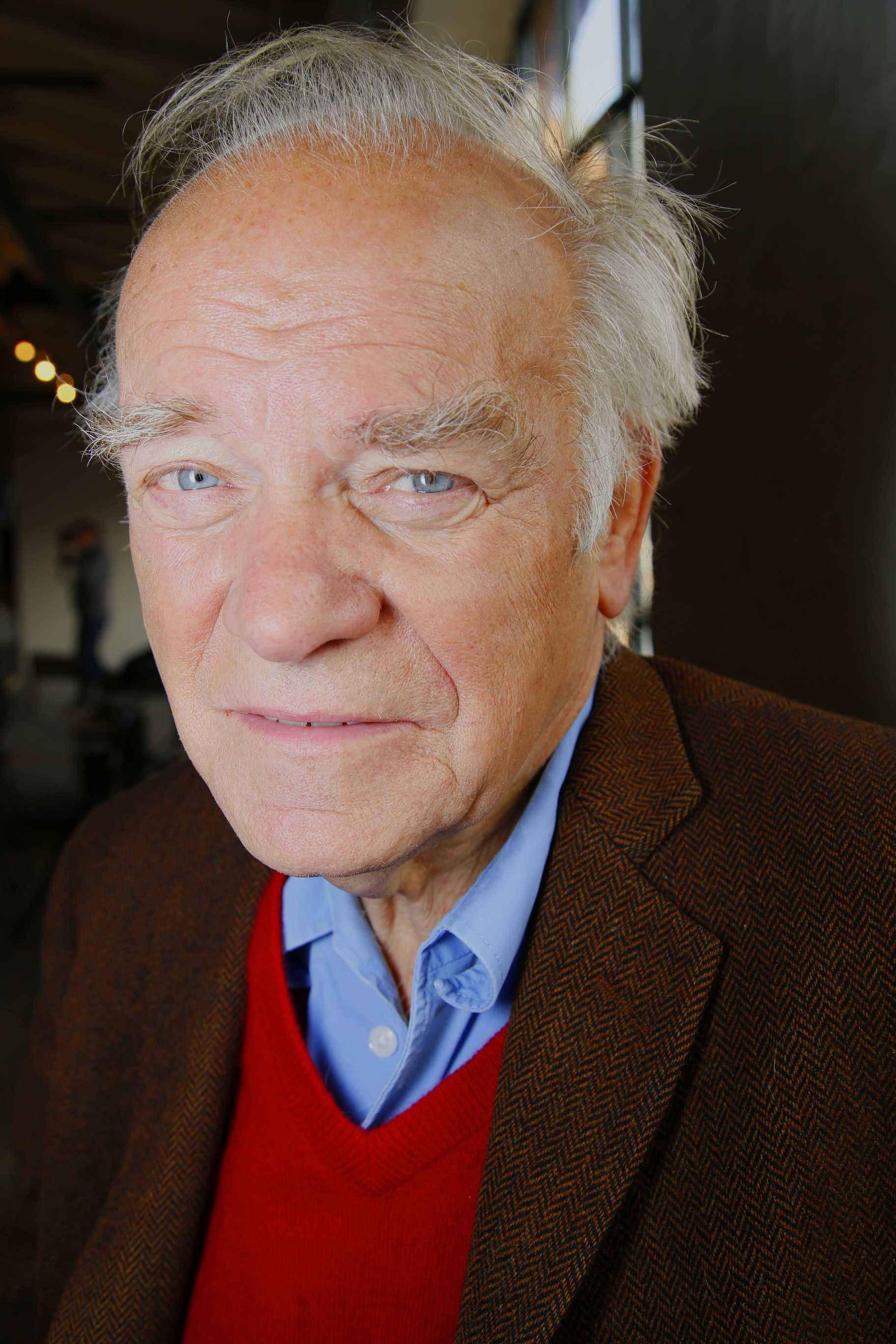
Peter Franke 2016 im Studio Lichtwerk

Peter Franke (* 19. Juli 1941 in Breslau) ist ein deutscher Theater- und Filmschauspieler.

## Leben
Franke absolvierte von 1964 bis 1966 ein Gesangsstudium an der Essener Folkwang-Schule und besuchte in Düsseldorf eine private Schauspielschule. Nach dem Studium trat er von 1961 bis 1968 an verschiedenen Keller- und Zimmertheatern auf. Von 1969 bis 1972 war er am Düsseldorfer Schauspielhaus und von 1972 bis 1974 an den Bühnen der Stadt Köln engagiert.
Am Anfang der Karriere wirkte Franke vor allem in Theaterstücken mit. Unter anderem spielte er am Schauspiel Frankfurt, wo er von 1974 bis 1978 tätig war, bei der Uraufführung des Stückes Der Dauerklavierspieler (von Horst Laube, Regie Luc Bondy) die Titelrolle und den Arlequin im Stück Die Unbeständigkeit der Liebe (von Pierre Carlet de Marivaux).
Weitere Engagements hatte er 1978 bis 1980 am Bremer Theater, 1980 bis 1985 am Deutschen Schauspielhaus (Hamburg), 1985 bis 1988 an den Staatlichen Schauspielbühnen Berlin und 1988 bis 1994 am Thalia Theater (Hamburg). An der Lübecker Oper sang er 1999/2000 den Papageno in Mozarts Zauberflöte. An den Hamburger Kammerspielen spielte er in dem Stück Die Jungs mit dem Tüdelband. Das Stück handelt von den Gebrüder Wolf, die Hamburger Juden und Musiker waren. Am St. Pauli Theater spielte Franke in dem Brecht-Stück Die Dreigroschenoper zusammen mit Ulrich Tukur und Eva Mattes.
Die größten Erfolge seiner Kinokarriere waren Schlafes Bruder, Zugvögel … Einmal nach Inari und Das Wunder von Bern. In dem Film über die Fußball-Weltmeisterschaft 1954 spielt Franke den Bundestrainer Sepp Herberger.
Neben der Arbeit fürs Theater und fürs Fernsehen hatte Franke viele große und kleinere Auftritte, z. B. mit dem Hamburger Sängerhaufen die Solo-Partie im Canto General sowie Liederabende in Schulaulen, Gaststätten oder Lesungen in Bars.
Am 13. August 2016 war Peter Franke zum dritten Mal Gesprächsgast auf dem „Roten Sofa“ in der regionalen Vorabendsendung „DAS!“ des NDR-Fernsehens.
Franke ist als Sprecher von Hörbüchern tätig, zum Beispiel spricht er das Werk von Theodor Storm Der Schimmelreiter und von Patricia Highsmith Der talentierte Mr. Ripley.
Peter Franke war mit der Schauspielerin und Sängerin Donata Höffer verheiratet; sie haben eine gemeinsame Tochter. Franke heiratete erneut; er lebt mit seiner zweiten Ehefrau in Hamburg-Ottensen.

## Filmografie
- 1974: Zündschnüre
- 1975: Die verlorene Ehre der Katharina Blum (Kino)
- 1976: Shirins Hochzeit
- 1976: Die Tannerhütte
- 1977: Aus einem deutschen Leben (Kino)
- 1980: Die Kinder aus No. 67 oder Heil Hitler, ich hätt gern ’n paar Pferdeäppel
- 1983: Kanakerbraut (Kino)
- 1985: Betrogen (Kino)
- 1986: Fraulein
- 1988: Schmetterlinge (Kino)
- 1990: Herzlich willkommen (Kino)
- 1992: Mau Mau (Kino)
- 1993: Die tödliche Maria (Kino)
- 1994: Unsere Hagenbecks (Fernsehserie, Folge Von Forschern und Träumern)
- 1995: Schlafes Bruder (Kino)
- 1995: Rennschwein Rudi Rüssel (Kino)
- 1995: Kinder des Satans
- 1995: Polizeiruf 110 – Alte Freunde (Fernsehreihe)
- 1995: Stubbe – Von Fall zu Fall – Stubbes Hunderttausend (Fernsehreihe)
- 1996, 1997: Doppelter Einsatz (Fernsehserie, verschiedene Rollen, 2 Folgen)
- 1997: Der rote Schakal
- 1997: Einsatz Hamburg Süd (Fernsehserie, Folge Operation Pin-Up)
- 1998: Bella Block: Auf der Jagd (Fernsehreihe)
- 1998: Der Pirat
- 1998: Der Campus (Kino)
- 1998: Hundert Jahre Brecht
- 1998: Zugvögel … Einmal nach Inari
- 1998: Die Cleveren (Fernsehserie, Folge Du stirbst, wie ich es will!)
- 1999: Der Hurenstreik – Eine Liebe auf St. Pauli
- 1999: Ein großes Ding (Fernsehzweiteiler)
- 1999: Mordkommission (Fernsehserie, Folge Kalte Liebe)
- 1999: Absolute Giganten (Kino)
- 2000: Rosa Roth – Küsse und Bisse (Fernsehreihe)
- 2000: Verlorene Flügel
- 2001: SOKO Leipzig (Fernsehserie, Folge Abschied für immer)
- 2001: Newenas weite Reise (Kino)
- 2001: Tatort: Mördergrube (Fernsehreihe)
- 2001: Tatort: Eine unscheinbare Frau
- 2002: Sperling – Sperling und der stumme Schrei (Fernsehreihe)
- 2002: Stubbe – Von Fall zu Fall – Das vierte Gebot
- 2002: Das Duo – Im falschen Leben (Fernsehreihe)
- 2003: Das Wunder von Bern (Kino)
- 2003: Kunden und andere Katastrophen (Fernsehserie)
- 2004: Ein starkes Team – Der Verdacht (Fernsehreihe)
- 2004: Küss mich, Kanzler
- 2004: SK Kölsch (Fernsehserie, Folge Familienbande)
- 2004: Das Blut der Templer
- 2005: Solo für Schwarz – Tod im See (Fernsehreihe)
- 2005: Neun (Kino)
- 2006: Die Sturmflut (Fernsehzweiteiler)
- 2006: Sportsmann des Jahrhunderts
- 2006: Freunde für immer – Das Leben ist rund (Fernsehserie, 3 Folgen)
- 2006, 2010: Großstadtrevier (Fernsehserie, verschiedene Rollen, 2 Folgen)
- 2006, 2012: SOKO Wismar (Fernsehserie, verschiedene Rollen, 2 Folgen)
- 2007: Tatort: Der Tote vom Straßenrand
- 2007: Nichts ist vergessen
- 2007: Adelheid und ihre Mörder (Fernsehserie, Folge Tot in 17 Zügen)
- 2007: Teufelsbraten
- 2007: Der Dicke (Fernsehserie, 13 Folgen)
- 2008: Fleisch ist mein Gemüse
- 2008: Bella Block: Falsche Liebe
- 2008: Stubbe – Von Fall zu Fall – Auf dünnem Eis
- 2008–2010: Rennschwein Rudi Rüssel (Fernsehserie, 39 Folgen)
- 2008–2014: Notruf Hafenkante (Fernsehserie, verschiedene Rollen, 3 Folgen)
- 2009: Woran dein Herz hängt
- 2010: Küstenwache (Fernsehserie, Folge Ein falscher Tod)
- 2010: Liebe am Fjord – Sommersturm (Fernsehreihe)
- 2010: Die Pfefferkörner (Fernsehserie, Folge Feuer in der Kita)
- 2010: Das Duo – Bestien
- 2011: Für kein Geld der Welt
- 2011: Eine halbe Ewigkeit
- 2011: Arschkalt (Kino)
- 2012: Die vierte Macht (Kino)
- 2012: Das Duo – Der tote Mann und das Meer
- 2012: Komm, schöner Tod
- 2012: Morden im Norden (Fernsehserie, Folge Hals über Kopf)
- 2012: Ganz der Papa
- 2012: Schleuderprogramm
- 2012: Pastewka (Fernsehserie, Folge Der Hausmeister)
- 2013: Dora Heldt – Ausgeliebt (Fernsehreihe)
- 2013: Ein Fall für Zwei (Fernsehserie, Folge Adams Sünde)
- 2013: Kleine Schiffe
- 2014: Die Chefin (Fernsehserie, Folge Zahltag)
- 2015: Unter Gaunern (Fernsehserie, 8 Folgen)
- 2015: Das Gewinnerlos
- 2015: Der Usedom-Krimi – Schandfleck (Fernsehreihe)
- 2015: Herr Lenz reist in den Frühling
- 2015: SOKO Stuttgart (Fernsehserie, Folge Künstlerpech)
- 2016: Mörderische Stille
- 2017: Bettys Diagnose (Fernsehserie, Folge Kein Tag wie jeder andere)
- 2017: Vadder, Kutter, Sohn (Fernsehfilm)
- 2017: Ellas Baby
- 2017: Schwarzbrot in Thailand
- 2017: Hausbau mit Hindernissen
- 2018: Teufelsmoor
- 2018: 13 Uhr mittags
- 2018: In aller Freundschaft (Fernsehserie, Folgen Lebenslügen und Fürchtet euch nicht!)
- 2018: Ostfriesenblut
- 2020: Viele Kühe und ein schwarzes Schaf
- 2020: Da is’ ja nix (Fernsehserie, Folge Der Teufel schuf das Würfelspiel)
- 2020: Papa auf Wolke 7
- 2021: Die Eifelpraxis: Chancen (Fernsehreihe)
- 2021: Alice im Weihnachtsland (Fernsehfilm)
- 2022: Die Kanzlei – Reif für die Insel (Fernsehfilm)
- 2022: Tatort: Flash
- 2022: Mittagsstunde
- 2023: Tatort: Abbruchkante
- 2023: Blutholz
- 2024: Bettys Diagnose (Fernsehserie, Folge Für immer … ?)
- 2024: Zwei Erben sind einer zu viel
- 2024: Wäldern – Das verschwundene Mädchen (Fernsehreihe)
- 2024: Wäldern – Das Böse in den Spiegeln (Fernsehreihe)
- 2025: Helen Dorn – Mordsee

## Theater
- 1993: William Shakespeare: Coriolan (Römischer Bürger) – Regie: Deborah Warner (Salzburger Festspiele – Felsenreitschule)
- 2020: Cabaret (Herr Schulz) – Regie Ulrich Waller (Hansa-Theater (Hamburg))